# 五角錐
五角錐（ごかくすい、英: pentagonal pyramid）とは、底面が五角形の角錐である。特に底面が正五角形で、頭頂点から底面に下ろした垂線が底面の中心で交わるものを正五角錐といい、その側面は二等辺三角形である。正五角錐の内、側面が正三角形のものは2番目のジョンソンの立体である。

## ジョンソンの立体となる正五角錐

### 性質
- 表面積: 一辺を{\displaystyle a}とすると {\displaystyle S={{5{\sqrt {3}}+{\sqrt {25+10{\sqrt {5}}}}} \over {4}}a^{2}}
- 体積: 一辺を{\displaystyle a}とすると {\displaystyle V={{5+{\sqrt {5}}} \over {24}}a^{3}}

### 近縁な立体

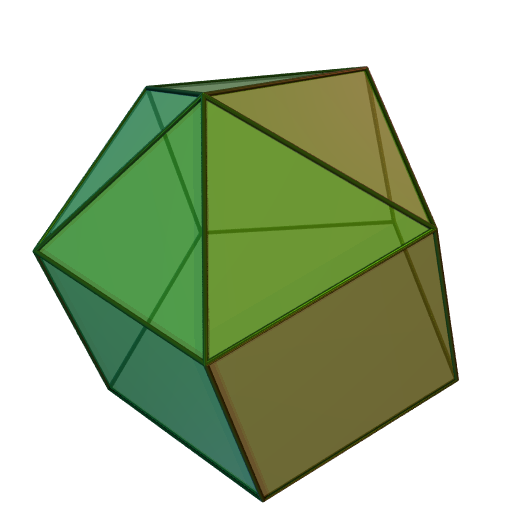
正五角錐柱 （底面に正五角柱を追加）
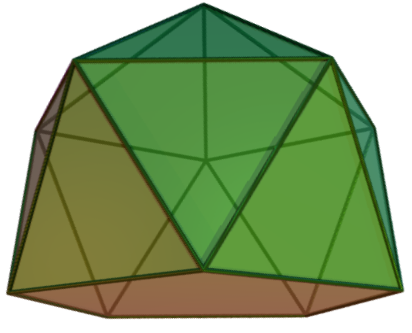
正五角錐反柱 （底面に正反五角柱を追加）
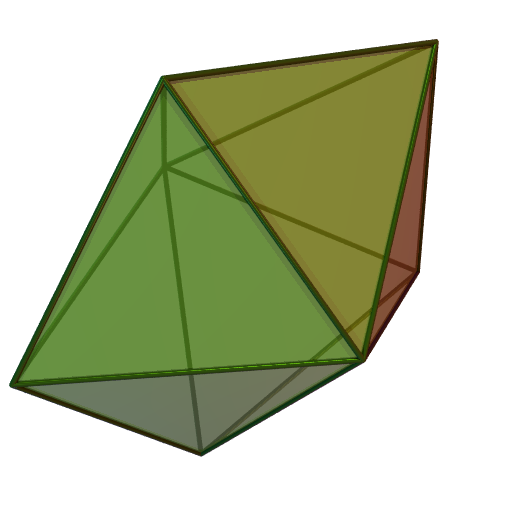
双五角錐 （底面同士で貼り合わせる）
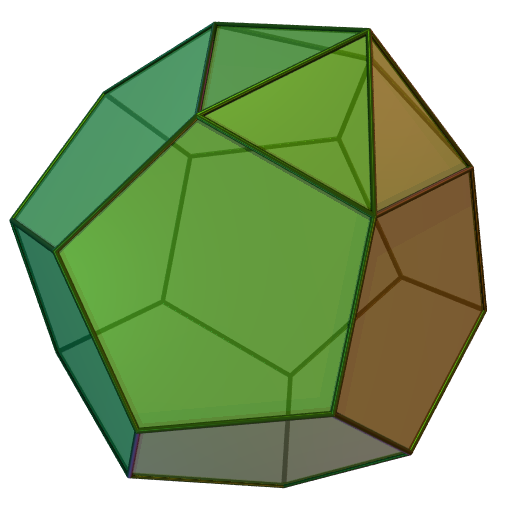
側錐十二面体 （底面に正十二面体を追加）
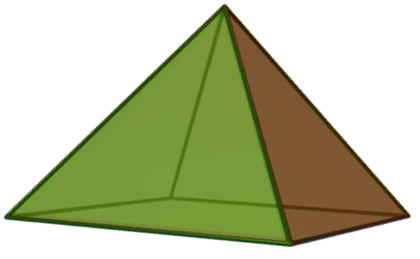
正四角錐 （角の数を減らす）
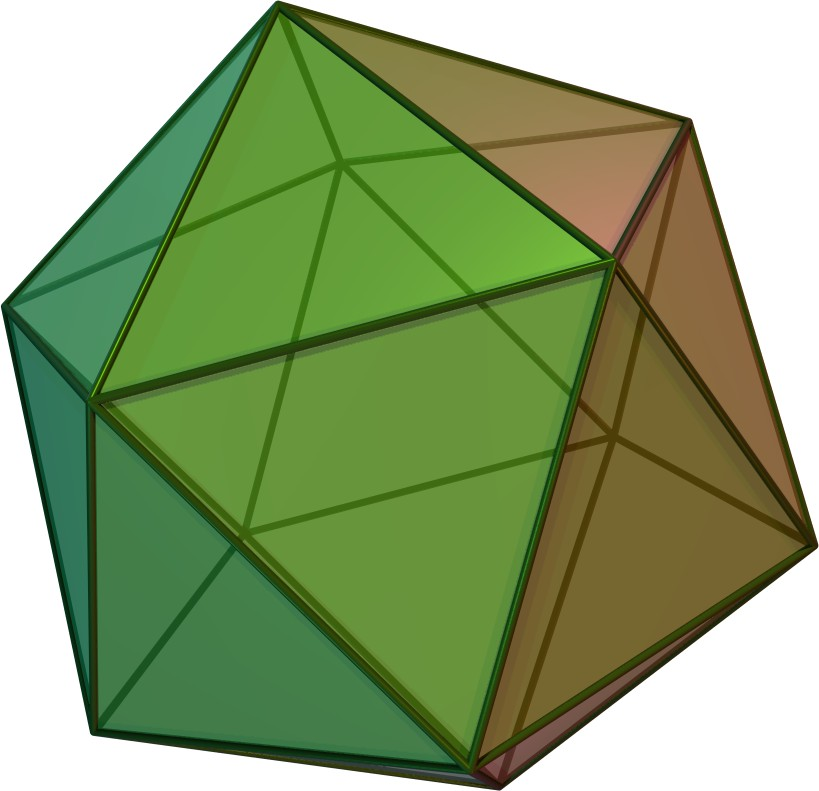
正二十面体 （最大3個の正五角錐を取り出すことができる）
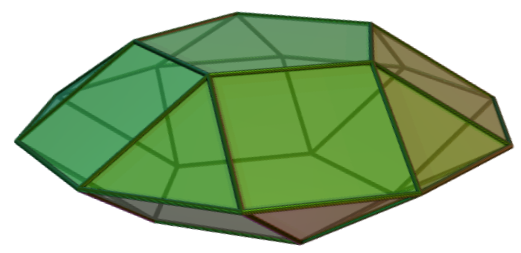
異相双五角台塔 （Expansionを行う）